# Вяткогоргон
Вяткогоргон (лат. Viatkogorgon ivachnenkoi) — мелкий горгонопс из так называемой Котельнической фауны (середина поздней перми, примерно 265,0—252,3 млн лет назад; фауна обнаружена на берегах реки Вятки в Кировской области), примерно соответствующей по возрасту африканской зоне Tropidostoma. Общая длина менее 1 метра (возможно, остатки принадлежат молодым особям). Длина черепа 17 см. Череп с узкой длинной мордой, лишён пахиостоза.
Внешне напоминал лиценопса и других некрупных горгонопсов. Полный скелет обнаружен в 1992 году, род описан Л. П. Татариновым в 1999 году. Скелет обнаружен вместе со скелетом дромазавра суминии. Помимо скелета, описан неполный череп ещё одной (более крупной) особи. Возможно, вяткогоргон охотился на суминий в зарослях каламитов. Л. П. Татаринов указывал, что вяткогоргон мог быть хорошим пловцом. В ряде источников вяткогоргона сближают не с африканскими горгонопсами, а с примитивными рубиджеидами — фтинозухиями.

## Открытие

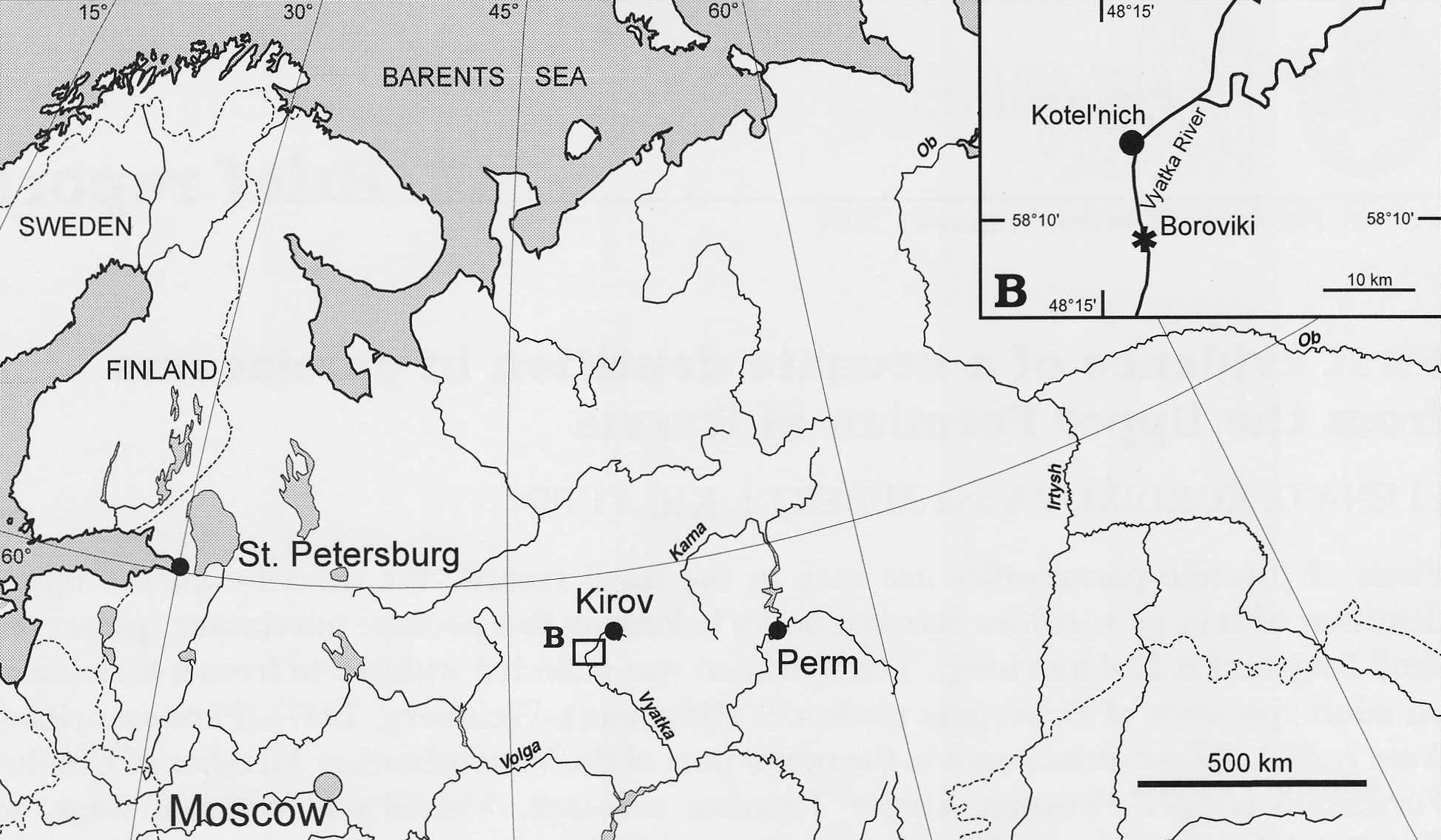
Карта, показывающая местонахождение Котельников в России, где был найден Вяткогоргон (внизу посередине слева, увеличено во врезке вверху справа). Видна и река Вятка, в честь которой был назван род.

В 1999 г. палеонтолог Леонид Павлович Татаринов описал и назвал новый род и вид горгонопсов (группа стеблевых млекопитающих с саблезубыми зубами, живших в пермский период), Viatkogorgon ivakhnenkoi. Образец голотипа (внесен в каталог ПИН 2212/61 в Палеонтологическом институте РАН в Москве), на котором основано научное название, был найден в местности Котельнич Котельничского района Кировской области России. Местонахождение Котельнич содержит серию пермских выходов на берегах реки Вятки.
Родовое название Viatkogorgon относится к реке Вятке, а к Gorgonops — названию родственного рода. Имя «горгоны», относящееся к чудовищным ведьмам из греческой мифологии, часто используется в родовых именах горгонопсов. Видовое имя ivakhnenkoi дано в честь российского палеонтолога Михаила Ф. Ивахненко. Видовое имя было написано V. ivachnenkoi в статье российских палеонтологов Елены Г. Кордиковой и Альберта Дж. Хлюпина в 2001 г., написание, которое Татаринов также использовал в 2004 г., в то время как некоторые другие исследователи продолжали использовать исходное правописание. Открытия горгонопсидов в России начались в 1890-х годах с таких примечательных находок, как Inostrancevia, одного из крупнейших представителей группы. В течение 20-го века было меньше находок: Вяткогоргон был первым признанным горгонопсом из России, единственного места за пределами Африки, где эта группа точно известна с 1974 года.
Скелет голотипа является одним из наиболее полных известных образцов горгонопсии и сохраняет почти весь посткраниальный скелет (остальную часть скелета, кроме черепа). Сюда входят элементы, которые редко сохраняются нетронутыми у терапсидов (группа, к которой принадлежат горгонопсии), такие как гастралии (или брюшные ребра, особенность, встречающаяся, например, у рептилий). По сравнению с ним череп относительно плохо сохранился, левая сторона и нёбо сильно сломаны. Крыша черепа реконструирована в гипсе, за исключением кончика рыла и левой заглазничной кости (кости, образующей задний край глазницы). В целом, череп также сжат из стороны в сторону, что делает его более узким, чем он был бы в жизни, если смотреть сверху. Сохранилось правое склеротическое кольцо (костное кольцо внутри глаза), которое в остальном редко сохраняется в окаменелостях териодонтов (подгруппа терапсид, к которой принадлежат горгонопсии). Проатлас, атлант и ось (первые кости позвоночного столба) прикрепляются к череп.
Татаринов только описал череп вяткогоргона в статье 1999 года, в которой он также назвал новый род сцилакозавров Kotelcephalon, потому что статья была ограничена по объёму, но предварительно описал посткраниум в 2004 году. В 2018 году палеонтологи Кристиан Ф. Каммерер и Владимир Масютин переописали череп вяткогоргона и заявили, что подробное описание посткраниума значительно улучшит понимание скелетной анатомии горгонопсии, но отметили, что он был недоступен для изучения во время их исследований, так как он был частью передвижной выставки. Они также назвали новую горгонопсию Ночницей из Котельнича в статье. В 2002 г. Ивахненко сообщил о дополнительном, более крупном экземпляре Вяткогоргона (зарегистрирован как ПИН 4678/5), который очень плохо сохранился.

## Описание

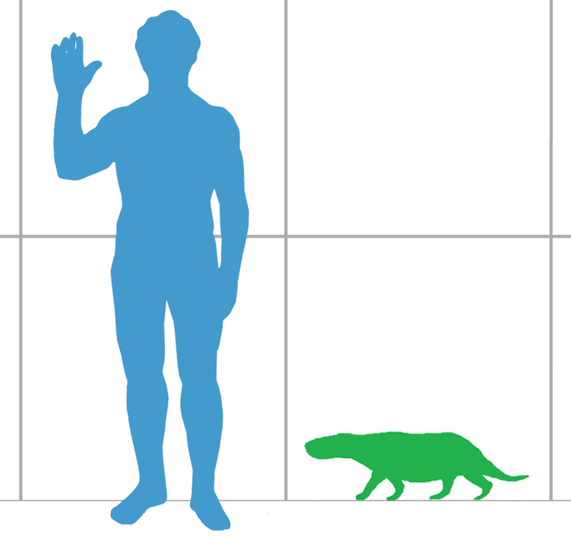
Человек и вяткогоргон.

Почти полный образец голотипа вяткогоргона имеет длину около 80 см, включая череп. Череп 14 см, сохранившаяся часть хвоста примерно 17 см, передняя конечность примерно 24 см, задняя больше 26, 5 см. Он был относительно небольшим для горгонопсии; для сравнения, Inostrancevia и Rubidgea имели длину не менее 3 м . В 2002 г. Ивахненко предположил, что образец голотипа, возможно, был молодой особью, поскольку у него была узкая заглазничная перемычка; ширина этой полосы увеличивалась с возрастом, например, у Estemmenosuchus. Для сравнения: череп более крупного заданного экземпляра имеет длину 17 см. и ширину заглазничной перемычки 1 см (0,39″), тогда как у голотипа 0,6 см. Таким образом, длина черепа увеличилась в 1,3 раза, а ширина заглазничной перемычки увеличилась в 1,6 раза. Горгонопсии имели крепкий скелет, но длинные конечности для терапсидов, с несколько собачьей осанкой, хотя и с развернутыми наружу локтями. Неизвестно, были ли не относящиеся к млекопитающим терапсиды, такие как горгонопсии, покрыты волосами или нет.

### Конечности и пояса конечностей
Лопатка (лопатка) была 7 см. в длину, почти 1 см/ в ширину в соединении с плечевой костью (верхняя плечевая кость), а её верхний край расширен до ширины 2,5 см. Относительно невысокий гребень проходил вдоль заднего края нижней трети кости и несколько отклонялся кпереди от края лопатки. Коракоиды (часть грудного пояса у позвоночных, кроме млекопитающих) были смещены несколько вверх и плотно прилегали к внутренней поверхности лопатки, выступая спереди и сзади от этой кости. Наружное отверстие (отверстие) клювовидного отростка открывается впереди лопатки. Внутреннее отверстие открывалось в вырез между прокоракоидом и лопаткой, положение, которое также наблюдается только у горгонопсов среди горгонопсов. Плечевая кость была короче бедренной кости — 9,5 и 10,3 см, но значительно массивнее. Дельтопекторальный гребень (где мышцы прикрепляются к плечу) Viatkogorgon выступал примерно так же, как у Sauroctonus, но с более слабо развитым большим вертлугом (местом прикрепления мышц). Плечевая кость Viatkogorgon была похожа на плечевую кость Aelurognathus, но с более массивным локтевым суставом, диаметром почти 2 см (0,79 дюйма).

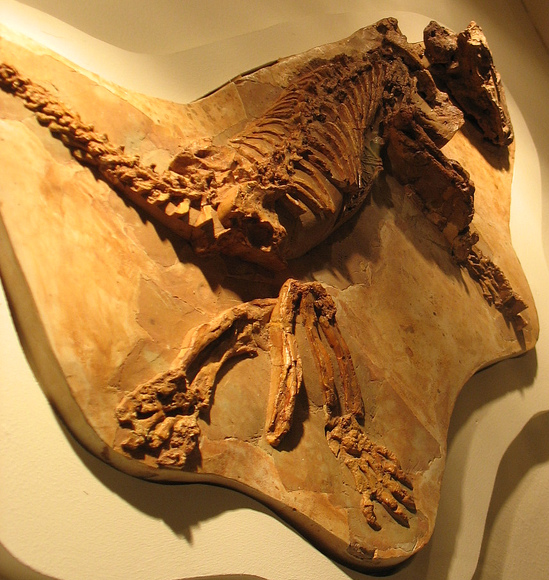
Угловой вид скелета голотипа с акцентом на задние конечности.

Нижние надмыщелки (округлые части на конце кости) плечевой кости были очень хорошо развиты и выступали далеко над сочленяющимися с нижними костями поверхностями, с шероховатыми гребнями по краям. Гребень медиального надмыщелка (связанный с лучевой костью предплечья) был массивным, а гребень латерального надмыщелка (связанный с локтевой костью) был длиннее, составлял 20 % длины плечевой кости, но менее массивен. У большинства других горгонопсий не было таких выступающих и рельефных боковых надмыщелков, за исключением одного неопределенного экземпляра. Было два надмыщелковых отверстия, одно более расширенное и расположенное более вверх, разница между ними была больше, чем у Lycaenops. Сильно развитые верхние надмыщелки придавали плечевой кости вяткогоргону s-образную форму, в то время как у почти всех других горгонопсий плечевая кость была лишь слегка вогнутой с одной стороны. Нижнее плечо было около 7 см/ в длину. Лучевая была уже, чем локтевая, но также уплощена сверху вниз. Локтевая кость была значительно массивнее лучевой и имела хорошо развитый локтевой отросток. Локтевая кость была уплощена сверху вниз, а её верхняя часть имела шероховатую область, окаймленную гребнями, которые обозначали место, где берут начало мышцы-сгибатели кисти.
Рука Вяткогоргона была узкой и длиной около 7 см. Средние пальцы выступали в большей степени, чем на стопе, и имели типичное для горгонопсии строение. Виаткогоргон был необычен тем, что имел две небольшие дополнительные центральные кости среди костей запястья рук, в то время как у большинства других горгонопсов была только одна. Пятый палец руки был очень специализированным, и его структура внешне напоминала большой палец человека, первый палец человеческой руки. Остальные цифры имели более типичный вид. Первый палец имел короткие кости, а третий палец был самым длинным, как и у других горгонопсий, но его длина превосходила остальные в большей степени. Кости фаланги четвёртого пальца были сложными, их внешние концы имели дискообразный элемент, который плотно прилегал к основной части фаланги, но они были той же длины, что и обычные фаланги..
Подвздошная кость Viatkogorgon отличалась от Lycaenops тем, что её преацетабулярная часть (часть перед вертлужной впадиной, тазобедренный сустав, где соединяется бедренная кость) была лучше развита с выраженной мышечной депрессией. Это, вероятно, обеспечивало место для прикрепления подвздошно-большеберцовой мышцы, которая соединялась с голенью. Верхний край подвздошной кости был приподнят значительно выше места сочленения этой кости с крестцом и имел на внутренней поверхности продольный гребень. Он был отделен от другого гребня ямкой, которая, наряду с широким углублением, могла служить местом прикрепления части внутренней подвздошно-лобково-бедренной мышцы. Лобковая кость была утолщенной, палочковидной, направленной вперед и вниз под углом около 45 градусов, напоминая лобковые кости архозавровых рептилий (группа, в которую входят крокодилы и динозавры). Вертлужная впадина была очень большой и вытянутой по горизонтали, её длина составляла более 20 мм/, а высота — 15 мм. На нижнем крае этого отверстия вырез отделял седалищную кость от лобковой кости.
Бедренная кость была пропорционально длинной, 10,3 см/? что составляло 70 % длины черепа. Он был массивнее, чем у Lycaenops, и изогнут вдоль своей длинной оси в той же степени, что и у Sauroctonus. Головка бедренной кости округлая, около 12 мм/ в диаметре, направлена внутрь под углом около 30 градусов, поверхность её хорошо сложена. Головка бедренной кости сужалась кзади и, вероятно, входила в заднюю часть вертлужной впадины. Большой вертел опустился примерно до середины бедренной кости. Вдоль кости проходят два длинных гребня, выше и ниже передней части большого вертела. Первым, вероятно, был внутренний вертел, который обычно присутствовал у горгонопсов, но другой ранее не был идентифицирован в группе. Голень была короче бедра, не более 9 см (3,5 ″), а скульптура её поверхности была более выраженной, чем у других горгонопсий, напоминая цинодонтов. Большеберцовая кость (голень) вяткогоргона имела структуры, не идентифицированные у других горгонопсий, такие как уплощенная поверхность на преаксиальном надмыщелке и гребень в верхней половине задней части кости, окаймляющий широкую область. Малоберцовая кость (кость голени) была более массивной, чем у других горгонопсий, и имела массивный скульптурный гребень в середине; эта поверхностная скульптура уменьшалась по направлению к нижнему концу малоберцовой кости, а высота гребня резко уменьшалась, чего не наблюдается у других горгонопсий.
Стопа вяткогоргона была 7,5 см. в длину, а её общее строение было похоже на таковое у других горгонопсов, хотя некоторые особенности были примечательны. Проксимальный ряд костей по направлению к пятке состоял всего из двух костей, как у млекопитающих, — массивной таранной кости и малоберцовой. В дистальном ряду на передней части стопы четвёртая и пятая предплюсны слились, как и у других горгонопсий, но ряд промежуточных централий у вяткогоргона был необычно хорошо развит; у горгонопсов обычно был только один центр, тогда как у вяткогоргонов был дополнительный. Другой необычной особенностью было то, что суставные поверхности самых задних костей стопы заходили на переднюю сторону малоберцовой и большеберцовой костей голени. Предплюсна (самая задняя группа костей в стопе) была 2,5 см. в длину, а плюсневые кости (те, что между предплюсной и пальцами) варьировались от 0,8 см. (первый), до 2,1 см. (четвертый).
Пальцы стопы короткие, четвёртый 2,5 см, немного длиннее третьего. Цифры немного различались по длине, при этом вторая и пятая цифры были лишь немного короче третьей и четвёртой. Укорочение плюсневых костей добавило впечатления, что пальцы были короткими. Несколько зацепились первая и пятая цифры; первый был относительно коротким, около 1,8 см. в длину. Фаланговая формула (количество и распределение фаланговых костей в пальцах) у горгонопсиев была аналогична таковой у млекопитающих, в то время как изучение вяткогоргона указывает на редукцию фаланг (приводящую к дискообразным фалангам) в сочетании с их слиянием. . В первом пальце стопы почти полностью срослись две фаланги. В третьем пальце вторая и третья фаланги укорочены и срослись. Четвёртый палец имел три укороченные, почти дискообразные, сросшиеся фаланги. Следовательно, фаланговая формула была 1-2, 3, 3-4, 3-5, 3. Был контакт между плюсневыми костями по направлению к задней части стопы, а также контакты между некоторыми плюсневыми костями и фалангами и контакты между основаниями стопы. вторая и третья цифры. Связки, вероятно, опосредовали передние контакты между плюсневыми костями и фалангами. Ногтевая фаланга (когтевая кость) пятого пальца была примечательна крючковатым и несколько удлиненным..

## Палеобиология

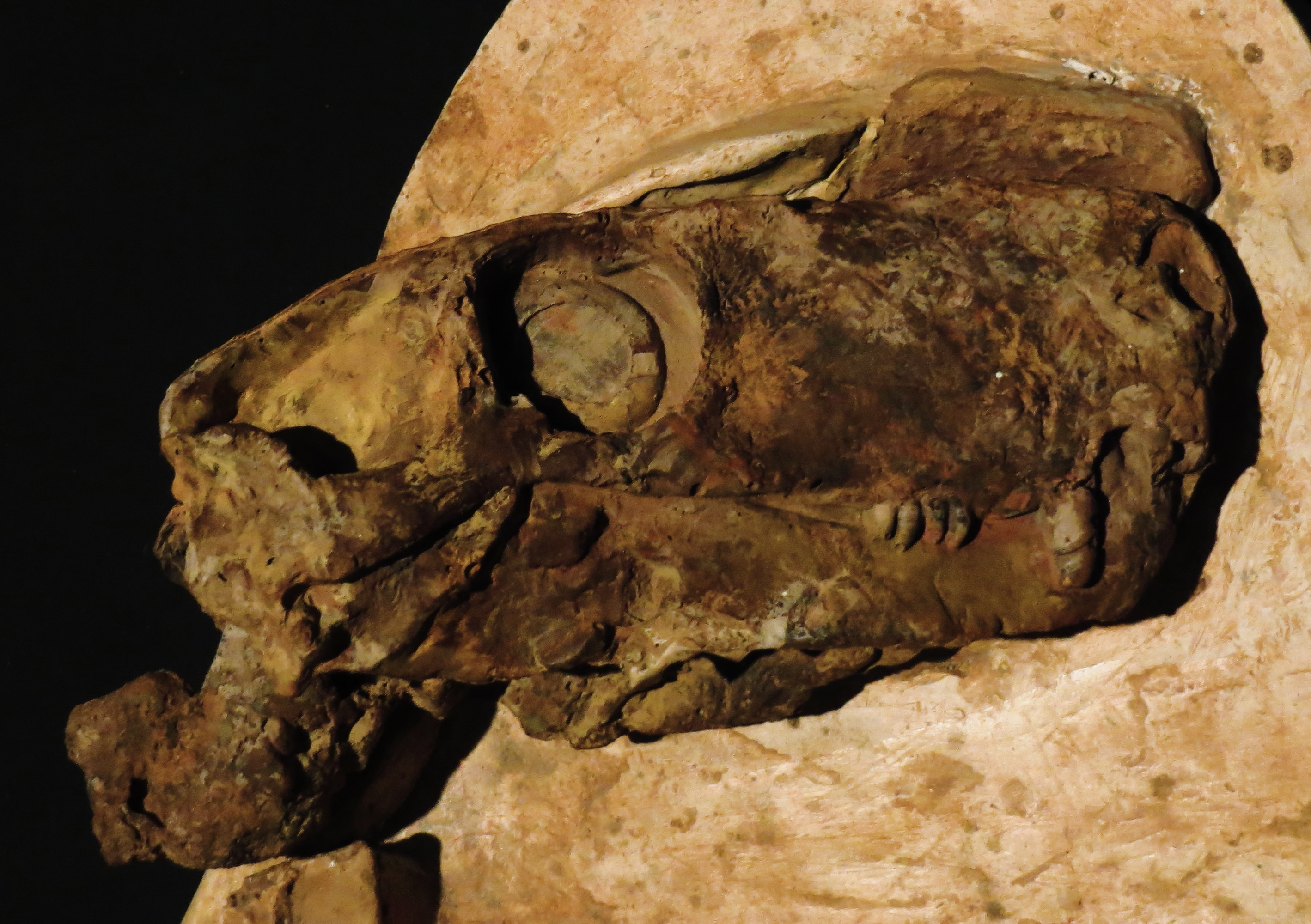
Слепок голотипа черепа. Большое склеротическое кольцо в глазнице может свидетельствовать о ночном образе жизни.

Татаринов отметил в 1999 году, что Вяткогоргон мог языком прижимать пищу к вогнутым, гладким небным областям между небными зубами. Считается, что небные зубы помогали ранним синапсидам и другим базальным амниотам (изначально наземным позвоночным) захватывать пищу; они были потеряны у млекопитающих, у которых вместо этого развилось вторичное небо. В 2018 году Каммерер и Масютин сочли склеротическое кольцо вяткогоргона удивительно большим по сравнению с его большой глазницей, что хорошо соответствует тому, что можно было бы считать скотопическим зрением (способностью видеть в темноте) у терапсидов, что предполагает ночной образ жизни. Российский палеонтолог Валерий К. Голубев исследовал комплексы пермских наземных позвоночных в Восточной Европе в 1999 г. Он отметил, что вяткогоргон и тероцефал виаткозух, крупнейшие хищники котельничского подкомплекса, были относительно мелкими, мало чем отличались по размерам от более мелких хищников их совокупность, такая как тероцефалы Scalopodon, Scalopodontes и Kotelcephalon. В 2019 году российские палеонтологи Юлия А. Сучкова и Голубев заявили, что тероцефал Gorynychus из Котельнича разделил бы свою нишу доминирующего хищника с Вяткогоргоном..
Испанский палеохудожник и писатель Маурисио Антон представил обзор биологии горгонопсов в книге 2013 года, написав, что, несмотря на их отличия от саблезубых млекопитающих, многие особенности их скелетов указывают на то, что они были не медлительными рептилиями, а активными хищниками. Хотя их мозг был относительно меньше, чем у млекопитающих, а расположенные сбоку глаза обеспечивали ограниченное стереоскопическое зрение, у них были хорошо развитые носовые раковины в носовой полости, особенность, связанная с развитым обонянием, которое помогло бы им выслеживать добычу и падаль. Клыки-сабли использовались для нанесения режущего смертельного укуса, в то время как резцы, которые образовывали арку перед саблевидными зубами, удерживали добычу и разрезали плоть во время кормления. Чтобы они могли увеличивать зияние при укусе, у горгонопсий в нижней челюсти было несколько костей, которые могли двигаться по отношению друг к другу и имели двойное сочленение с черепом — в отличие от млекопитающих, у которых суставная кость заднего сустава превратилась в молоточек. кость уха. Антон предполагал, что горгонопсии будут охотиться, покидая свое укрытие, когда добыча будет достаточно близко, и использовать свою относительно большую скорость, чтобы быстро наброситься на неё, схватить передними конечностями и укусить любую часть тела, которая поместится в их челюстях. Такой укус вызвал бы большую потерю крови, но хищник продолжал бы пытаться укусить уязвимые части тела.

### Движение

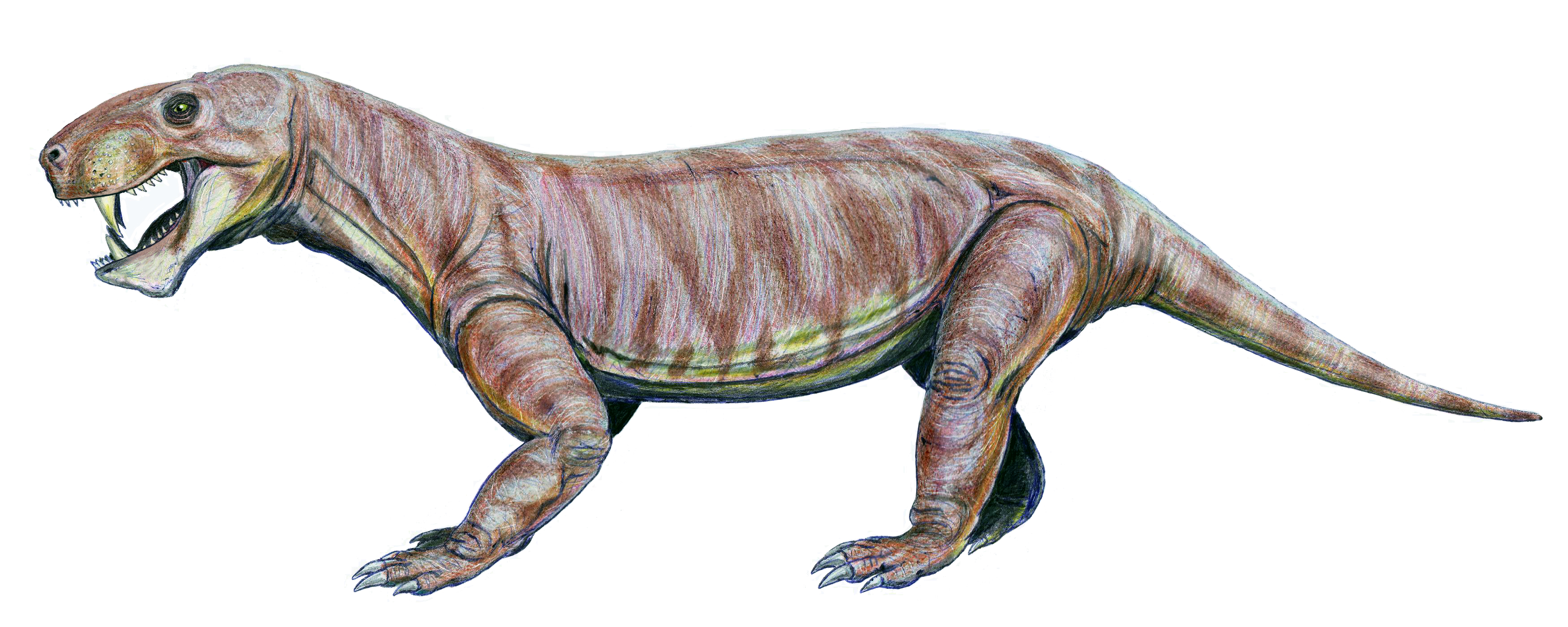
Реконструкция Sauroctonus, показывающее более прямое положение горгонопсов по сравнению с рептилиями.

В 2004 г. Татаринов интерпретировал поведение вяткогоргонов, основываясь на особенностях его скелета, которые, будучи в целом схожими с таковыми у других горгонопсов, имели некоторые уникальные или малоизученные особенности. Это касалось, в частности, особенностей опорно-двигательного аппарата, указывающих на стадию приспособления к плаванию, в то время как другие признаки соответствовали обычно наблюдаемым в этой группе. Как и у других горгонопсов, у него был длинный поясничный отдел позвонков, из которых самые задние позвонки демонстрировали повышенную способность к вертикальному искривлению, что также имело место для шейных позвонков и, что необычно, для задней части хвоста.
Наличие хорошо развитой гастралии было одной из его самых необычных особенностей среди териодонтов, как и гипапофизы хвостовой области. Кроме того, широкая и несколько укороченная стопа с необычными межплюсневыми контактами, ограничивающими подвижность её отдельных пальцев, свидетельствовала о превращении стопы в ластообразную структуру. Татаринов предположил, что эти особенности приспособления для плавания; хотя вяткогоргон не был специализированным водным хищником, Татаринов предположил, что его хвост и ноги позволяли ему плавать лучше, чем большинству других горгонопсов. В частности, он думал, что задняя часть хвоста, вероятно, использовалась для плавания, как в случае с рептилиями с длинными хвостами, у которых есть гипапогис, например у мозазавра. Татаринов отметил, что, поскольку коготь на пятом пальце задней конечности был крючковатым и несколько удлиненным, его можно было использовать для защиты и ухода, как у современных однопроходных. Первый палец мог иметь эту функцию в меньшей степени, так как не касался костей стопы. Передняя конечность вяткогоргона была менее специализированной и могла выполнять более универсальные функции, так как в ней отсутствовали контакты между пальцами.
В 2013 году Антон заявил, что, хотя посткраниальные скелеты горгонопсов были в основном рептильными, их поза была гораздо более вертикальной, чем у более примитивных синапсид, таких как пеликозавры, которые были более растянутыми. Регулярная локомоция горгонопсов была бы похожа на «высокую прогулку», наблюдаемую у крокодилов, при которой живот держится над землёй, ступни направлены вперед, а конечности несут под туловищем, а не в стороны. Передние конечности имели более горизонтальное положение, чем задние, с локтями, направленными наружу во время движения, но походка задних конечностей напоминала походку млекопитающих. Как и у рептилий, хвостовые мышцы (такие как каудофеморальная мышца) были важны для сгибания задних конечностей, тогда как хвосты млекопитающих служат только для равновесия. Их ноги, вероятно, были стопоходящими (где подошвы стояли на земле), хотя они, вероятно, были более быстрыми и проворными, чем их добыча. Их ноги были более симметричными по сравнению с рептилиями, что делало контакт с землёй более эффективным, как у бегущих млекопитающих..

## Палеоокружающая среда

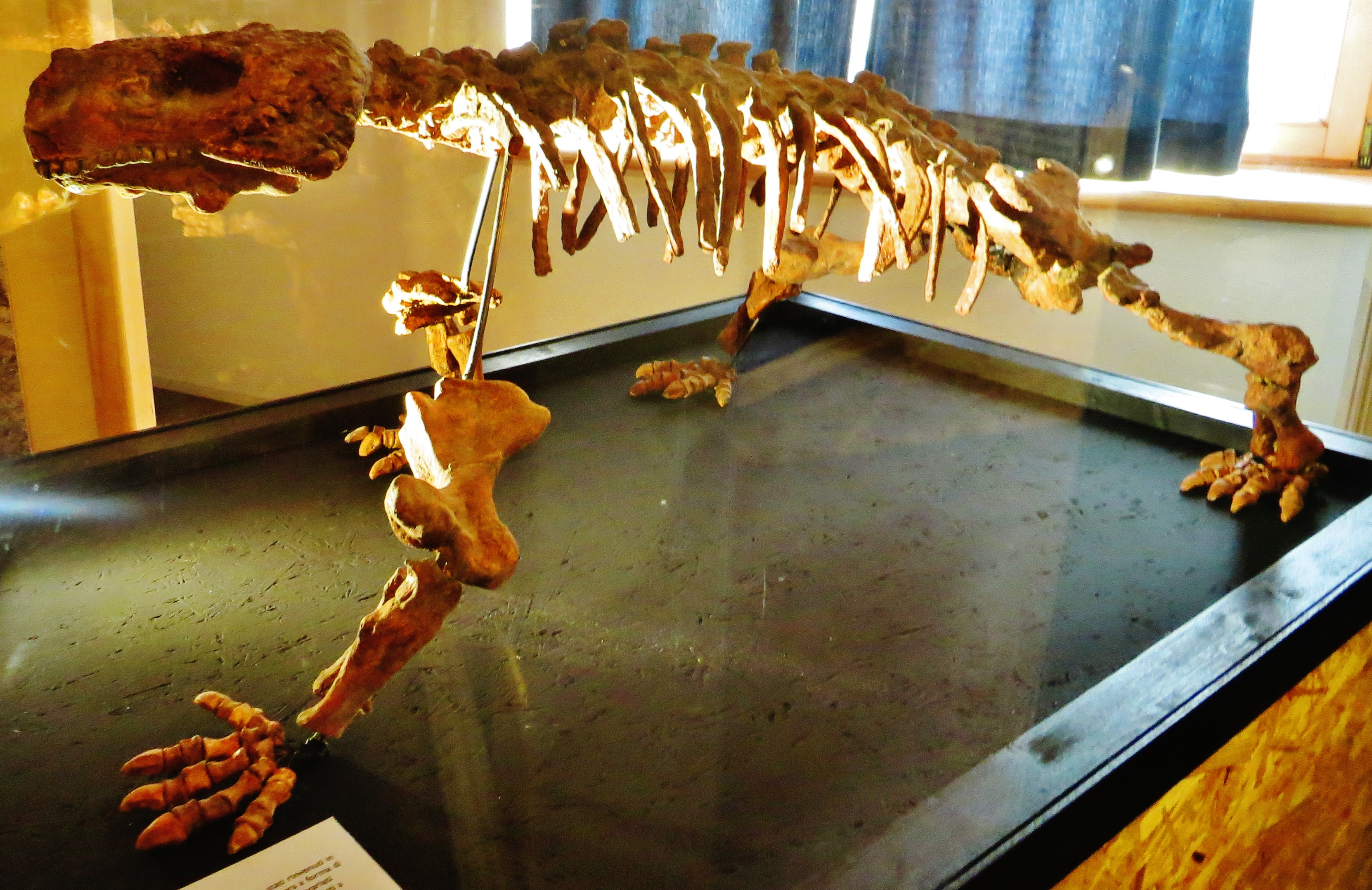
Скелет Deltavjatia (семейство Pareiasauridae), представленный в Котельничском захоронении.

Вяткогоргон известен по местонахождению Котельнич, состоящему из серии обнажений пермских красноцветов вдоль берегов реки Вятки в России. Именно из ванюшонской пачки, древнейшей толщи котельничской толщи, состоящей из светлых или коричневых аргиллитов (глин и алевритов с примесью мелкозернистого песка), а также серых аргиллитов и темно-красных аргиллитов в основании. этой экспозиции. Эти аргиллиты, возможно, отлагались из взвеси в стоячих водоемах на поймах или мелких эфемерных озёрах, которые оставались затопленными в течение коротких периодов времени, но точная среда ещё не определена из-за отсутствия первичной структуры отложений. Обилие ископаемых корешков и крупных травоядных свидетельствует о том, что ландшафт, представленный ванюшонской пачкой, был относительно влажным и хорошо заросшим. Котельничский фаунистический комплекс, возможно, был одновозрастным (того же возраста) с комплексной зоной Pristerognathus в Южной Африке, которая относится либо к поздней гваделупской эпохе средней перми 260,26 миллиона лет назад, либо к началу позднего пермского периода.
Ванюшонская пачка является источником большей части ископаемых четвероногих из местонахождения Котельнич, причем здесь в изобилии скелетные остатки, часто состоящие из полных сочлененных скелетов. Помимо горгонопсий Viatkogorgon и Nochnitsa, к терапсидам местонахождения относятся аномодонт Suminia и тероцефалы Chlynovia, Gorynychus, Karenites, Perplexisaurus, Scalopodon, Scalopodontes и Viatkosuchus. Здесь особенно много парейазавров Deltavjatia и присутствует парарептилия Emeroleter.. Также были обнаружены ископаемые остракоды, следы корней и пни..